# Tlumočení

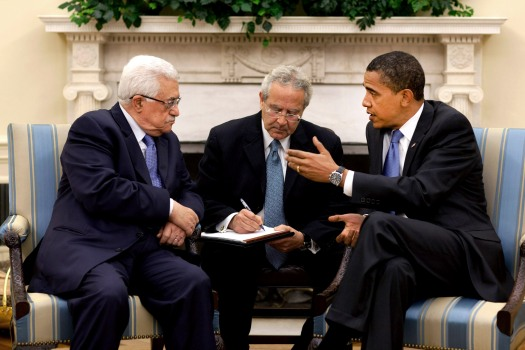
Mahmúd Abbás a Barack Obama – rozhovor prostřednictvím tlumočníka (jedná se o bilaterální konsekutivní tlumočení)

Tlumočení je převod sdělení z jednoho jazyka do druhého při projevu (přednášce) nebo při rozhovoru. Tlumočník rovněž často tlumočí nejen mezi jazyky, ale i kulturami a může klientům pomáhat v orientaci v cizím prostředí. Rozdělujeme dva základní druhy tlumočení: simultánní a konsekutivní.

## Simultánní tlumočení

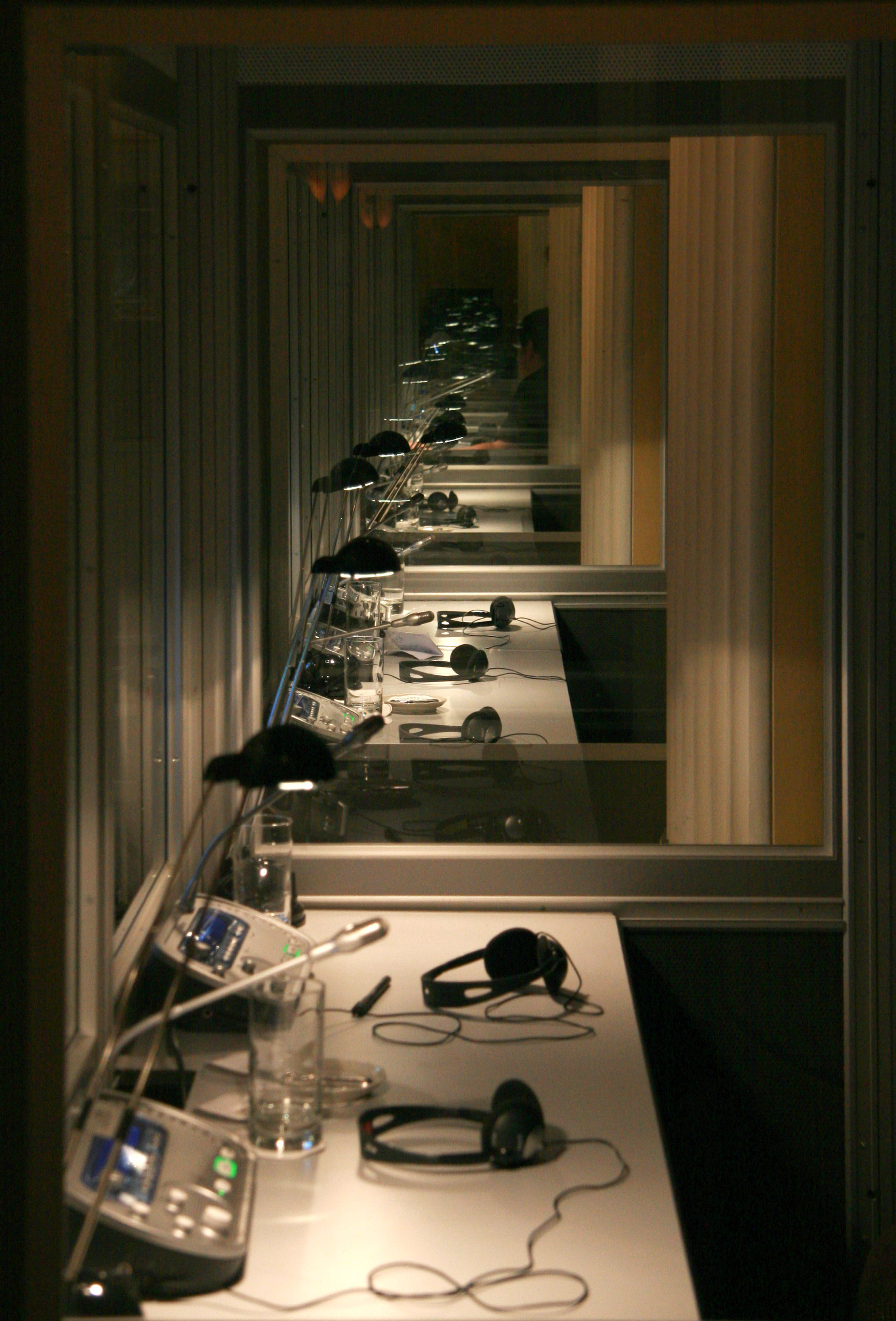
Tlumočnické kabiny užívané při simultánním tlumočení

Služby tlumočníků jsou často používány na mezinárodních konferencích, kde řečníci hovoří ve své mateřštině nebo schválených jednacích jazycích, a tlumočníci v tlumočnických kabinách (nikoli kabinkách) tlumočí do dalších jednacích jazyků tak, aby si každý z účastníků mohl do svých sluchátek zvolit tlumočení do toho jazyka, který mu nejvíce vyhovuje (simultánní tlumočení). Často jsou tlumočeny rovněž filmy na filmových festivalech. Simultánnímu tlumočení za použití tlumočnické techniky se říká tlumočení kabinové.
Simultánně lze však tlumočit také bez technických pomůcek, a to šeptem do ucha klienta. Tato tlumočnická praxe se označuje jako šušotáž, tedy tlumočení šeptem (z francouzského chuchoter). Tento druh tlumočení je vhodný pro skupinu do max. 3 osob a jednou z jeho hlavních výhod je šetření nákladů kabinového tlumočení.
Často se také používá jakýsi mezistupeň, tzv. „šeptáková souprava“, „šepták“ – v základní verzi mikrofon pro tlumočníka a bezdrátové přijímače pro posluchače. V rozšířené verzi má tlumočník navíc přijímač, ve kterém slyší příspěvky ve výchozím jazyce. Někdy se místo tlumočnické šeptákové soupravy využívá průvodcovská souprava, která je v některých provedeních pro tlumočení nevhodná.
Při simultánním tlumočení je dobrý tlumočník obvykle schopen částečně předvídat (prognózovat) vývoj řečníkova projevu, přílišnému časovému zpoždění se dokáže bránit jeho smysluplným zkracováním a zestručňováním (např. pokud řečník uvádí řadu příkladů), aniž by tím musela být podstatně snížena informační hodnota tlumočení.
Občas se přitom tlumočí dokonce přes třetí jazyk. Například ze slovenštiny jeden tlumočník přetlumočí do angličtiny a z té pak jiný do požadovaného jazyka, např. albánštiny. Angličtina je v tomto případě pilotním jazykem (tzv. pilotáž nebo relay). Zajišťují-li tlumočníci převod do jiného jazyka než své mateřštiny, hovoříme o režimu retour.
V rámci simultánního tlumočení mohou existovat další kategorie: např. tlumočení projevu, jehož text nebo nástin má tlumočník k dispozici.

## Konsekutivní tlumočení
Dalším důležitým druhem tlumočení je tzv. konsekutivní tlumočení (tj. tlumočení následné) – tlumočník obvykle počká, až řečník vysloví část svých myšlenek, odmlčí se a poskytne tlumočníkovi čas k převodu. (Rozhovory státníků či obchodníků, často při obědě, kterého se také zúčastní. Policie a soudy používají tlumočníky pro rozhovory se zahraničními svědky nebo delikventy.)
Konsekutivní tlumočení bylo v počátcích profesionální tlumočnické činnosti až do konce druhé světové války takřka výhradně používaným způsobem tlumočení nejen na mezinárodní úrovni. Ačkoli konsekutivní tlumočení zabírá více času než simultánní tlumočení, je po formální i obsahové stránce kvalitnější. Při konsekutivním tlumočení má dobrý tlumočník podat lepší řečnický a stylistický výkon než špatný řečník. Tlumočník volí tempo s ohledem na posluchače a mimojazykovou situaci, v žádném případě by však neměl mluvit déle než řečník.
Konsekutivní tlumočení může být bilaterální (obousměrné), tj. tlumočník tlumočí v průběhu jedné zakázky jak do své mateřštiny, tak do svého aktivního jazyka, anebo pouze jednosměrné, tj. tlumočník tlumočí jen jedním směrem, většinou do své mateřštiny.
Konsekutivně se dá tlumočit buď zpaměti (bez zápisu), nebo s tlumočnickým zápisem (tzv. notací), jejž musí tlumočník ovládat, jelikož může být nucen s maximální přesností najednou převést i několik minut cizojazyčného vystoupení.
Zajímavé je, že jednání, při němž je konsekutivně tlumočeno, nebývá časově náročnější než jednání, při němž tlumočení není nutné, vede totiž k větší stručnosti řečníků.[zdroj?]

## Konferenční tlumočení
Jedná se o specifický obor tlumočnictví, charakterizovaný nejvyššími nároky v celém tomto oboru činností. Spočívá v tlumočení na akcích konferenčního typu (mezinárodní konference, symposia, vzdělávací akce, rozhlasové a televizní vysílání živé i na záznam, filmové projekce, divadlo), tedy na akcích, které mají organizovanou podobu a zpravidla větší počet posluchačů. Typicky se konferenčním tlumočením rozumí tlumočení simultánní, jež si žádá specializované technické vybavení a tlumočníky nejen s patřičnými jazykovými, ale i psychologickými schopnostmi. Existuje však i konferenční tlumočení konsekutivní, např. na vzdělávacích akcích, kde šetří náklady na technické vybavení, kratších společenských akcích, kde není nutná úspora času, nebo na masových shromážděních, kde nelze posluchače vybavit staničkami pro poslech simultánního tlumočení.
Přípravě adeptů konferenčního tlumočení se věnuje řada vysokých škol v Evropě i jinde ve světě. V Československu to byla od roku 1961 katedra tlumočnictví a překladatelství na tehdejší Univerzitě 17. listopadu v Praze, dnes Ústav translatologie FF UK. Konferenční tlumočníky v České republice sdružuje výběrová Asociace konferenčních tlumočníků (ASKOT), případně Jednota tlumočníků a překladatelů. V mezinárodním měřítku je to především výběrová Mezinárodní asociace konferenčních tlumočníků (AIIC) sdružující jednotlivce, a Mezinárodní federace překladatelů (FIT/IFT) sdružující národní organizace. Některé velké mezinárodní organizace si drží pro svoji potřebu stálý kádr konferenčních tlumočníků (instituce EU v 25 jazycích, OSN, UNESCO, NATO a další).

## Tlumočení z listu
Tlumočení z listu, dříve se užívalo termínu překlad z listu, se děje mimo kabinu a bez náslechu. Tlumočník obdrží text originálu a jeho úkolem je převést tento text v časové bezprostřednosti, plynně a v tempu obvyklého ústního projevu do cílového jazyka. Neměl by se zbytečně opravovat, přeformulovávat jednou vyřčené, měl by zachovávat oční kontakt s posluchači, působit přirozeně a tlumočit obsah, smysl textu. Proto se hovoří o tlumočení, interpretaci, nikoli o překladu. Tlumočení z listu je z časového hlediska velmi úsporné, klade však velké nároky na tlumočníkovu schopnost rozdvojení pozornosti ve vztahu k vlastní činnosti.

## Práce tlumočníka – předpoklady a charakteristika
Práce tlumočníka je náročná na pohotovost a rychlost, má však menší nároky na přesnost v porovnání s překladatelem. Tlumočník dokonce nesmí být příliš puntičkářský, musí přetlumočit především jádro myšlenky s vědomím, že ji i trochu zjednodušil a že není jeho úkolem tlumočit individuální styl mluvčího (i když i tuto iluzi, dokonce iluzi běžného rozhovoru dokáže dobrý tlumočník vyvolat).
Pro dobrou práci tlumočníka by mu měly být vytvořeny dobré podmínky: měl by včas obdržet dostatečné podklady k práci (zejména jde-li o věci odborné), měl by být včas seznámen s důležitými okolnostmi jednání, v ideálním případě by měl mít možnost se seznámit i s prostředím.
Především simultánní tlumočení patří k duševně nejnamáhavějším činnostem vůbec, tlumočníci by se proto měli při tlumočení pravidelně střídat (přibližně po 20 minutách), místnost by měla být dobře větrána a osvětlena a měli by mít i dobrý vizuální kontakt s řečníky i posluchači.
Tlumočení je vyučováno buď na specializovaných translatologických katedrách, na jednotlivých filologických oborech (germanistika, romanistika), případně si příslušné instituce mohou tlumočníky vychovávat samy.

## Tlumočení znakových jazyků
Tento druh tlumočnických služeb využívají neslyšící nebo osoby se sluchovým postižením. Při tomto tlumočení se převádí sdělení z mluveného jazyka do jazyka znakového a naopak.  
Znakový jazyk je vizuální jazyk, zvuk zde nemá nosnou funkci. Tlumočení znakového jazyka tedy probíhá hlavně simultánně, protože tlumočník svým projevem ve znakovém jazyce neruší projev řečníka v mluveném jazyce. Pokud je tlumočen projev ve znakovém jazyce, tlumočník může simultánně tlumočit projev do mluveného jazyka. Konsekutivní tlumočení není moc využíváno, což je dáno především neexistencí psané podoby znakového jazyka a s tím spojenou nemožností psát si tlumočnické poznámky.
Tlumočníci se kromě obvyklých tlumočnických potíží potýkají s nepochopením slyšící společnosti, která se mnohdy se znakovým jazykem a sluchově postiženými osobami setkává poprvé. Tlumočník tak často bývá zaměňován za slyšícího příbuzného, asistenta, nebo sociálního pracovníka a musí si s takovou situací umět poradit. Tlumočník je povinen nosit jednobarevné, kontrastní oblečení, aby jeho ruce dobře vynikly. Pro kvalitní tlumočnický výkon je důležitý oční kontakt tlumočníka s klientem, správné osvětlení apod.
Existují i tlumočníci převádějící sdělení z jednoho znakového jazyka do druhého.